# Wyndham Lake Buena Vista
Wyndham Lake Buena Vista is een hotel met 626 kamers dat zich bevindt op het terrein van Walt Disney World Resort tegenover Downtown Disney, maar geen eigendom is van Walt Disney Corporation.
Het hotel opende in oktober 1972 onder de naam Americana Dutch Inn, maar veranderde zijn naam in 1986 naar The Grosvenor Resort. Het hotel was jarenlang eigendom van de Best Western keten, maar werd op 1 september 2007 omgedoopt tot het Regal Sun Resort.
Op 20 november 2010 veranderde het hotel zijn naam opnieuw, dit keer in de huidige naam Wyndhame Lake Buena Vista, dat deel uitmaakt van de Wyndham Resorts & Hotels-keten.

## Eetgelegenheden
- The Lakeview Restaurant
- The Oasis Bar & Grill